# Некрасов Всеволод Миколайович
Все́волод Микола́йович Некра́сов (24 березня 1934, Москва, СРСР — 15 травня 2009, Москва, Росія) — радянський та російський поет і есеїст, один із лідерів «Другого російського авангарду» та засновників «московського концептуалізму». Був співавтором та чоловіком Ганни Журавльової.

## Біографія
Народився і жив у Москві. Навчався на філологічному факультеті Московського міського педагогічного інституту імені Потьомкіна.
Входив до Ліанозівської групи поетів і художників, разом з Генріхом Сапгіром, Ігорем Холіним та Яном Сатуновським. Був у дружніх стосунках із поетом та письменником Михайлом Соковніним, митцями Еріком Булатовим, Олегом Васильєвим та Франсіско Інфанте. Починаючи з 1960-х років Некрасов зібрав велику колекцію живопису, графіки та артоб'єктів сучасних йому неофіційних художників, майже з усіма з яких він був знайомий особисто (колекція передана до Музею приватних колекцій Державного музею образотворчих мистецтв імені О. С. Пушкіна).
До Перебудови публікував вірші, статті, візуальні та предметні роботи в самвидаві: у журналах «Синтаксис» (1959), «37», «Папках МАНИ»; у закордонних виданнях «Tvar» (Прага, 1964), «Ковчег», «А — Я»; у збірках «Freiheit ist Freiheit» (Цюріх), «Аполлон-77», «Kulturpalast» (Вупперталь) та ін.
До 1961 року Всеволод Некрасов часто приїжджав у Маріуполь до своєї тітки, Марії Пилипівни Хлопік. Хлопік постійно матеріально допомагала йому і вплинула на його літературні уподобання. Після її смерті в 1960 році, Некрасов написав чимало віршів, об'єднаних маріупольською темою, серед яких, наприклад «В небе/ Копоть», «Я молчу я молчу/ Завод тюкнет», «Памяти тетки Маруси», «Геркулес» та ін. У деяких віршах із цього циклу Некрасов використовує суржик.
До середини 60-х років Некрасов та інші поети Ліанозовської групи (наприклад, Ян Сатуновський та Генріх Сапгір) активно працювали в напрямі «конкретної поезії», не знаючи про схожі поетичні розробки в інших країнах. Натомість у віршах Некрасова, написаних наприкінці 60-х років, вже можна побачити вплив німецьких поетів-конкретистів (зокрема, Ойгена Гомрінгера та Герхарда Рюма). Це пов'язано з тим, що в 1964 році в журналі «Иностранная литература» вперше було опубліковано переклади віршів німецьких конкретистів — Ойгена Гомрінгера, Герхарда Рюма та Франца Мона.
У 70-ті роки співпрацював з видавництвами «Детская литература» та «Малыш», а також із журналом «Пионер»: консультував авторів, редагував рукописи, складав колективні поетичні збірки «Между летом и зимой» (1976) та «Сказки без подсказки» (1981). У 1970-80-х роках разом з Г. Журавльовою працював критиком у Всеросійському театральному товаристві (у написаній на основі цього досвіду книзі «Театр Островского» висловлено деякі важливі для Некрасова естетичні ідеї). З кінця 1970-х років брав участь в акціях групи концептуалістів «Коллективные действия» та у «Московському літературно-художньому семінарі», присвяченому московському неофіційному мистецтву, який проводили А. Чачко та М. Шейнкер.
У 1990 році організував виставки зі своєї колекції живопису та графіки в Новосибірській картинній галереї; у 1991 і 1992 роках у Літературному Музеї в Москві (програма «Ліанозово — Москва» з першою в Росії персональною виставкою художника Оскара Рабіна); у 1993 році в Бохумі та Бремені; у 2002 році в Тюменському художньому музеї.
За життя автора, починаючи з 1989 року, побачили світ сім поетичних збірок, а також книга «Пакет» (1996), у яку, окрім віршів, було включено статті, що писалися із середини 1970-х років. Вірші перекладені українською, білоруською та іншими європейськими мовами, а також японською.
Похований у Москві на Донському цвинтарі.

## Визнання
Лауреат премії Андрія Бєлого в номінації «За особливі заслуги перед російською літературою» (2007).